# Domodědovo
Domodědovo (rusky Домодедово) je město v Moskevské oblasti v Ruské federaci. Při sčítání lidu v roce 2010 mělo bezmála sto tisíc obyvatel. Leží jihovýchodně od Moskvy, hlavního města federace, a je pro Moskvu významné zejména svým letištěm Moskva-Domodědovo, druhým nejrušnějším civilním letištěm v celé federaci.

## Poloha
Domodědovo leží 37 kilometrů jižně od Moskvy. Nejbližší sousední města jsou Podolsk dvacet kilometrů na západ a Vidnoje dvacet kilometrů na sever.

### Doprava
Přes Domodědovo vede dálnice M4 z Moskvy do Novorossijsku. Východně od města leží letiště Moskva-Domodědovo, které je navíc spojeno s Moskvou vlastní dálnicí A-105.

## Galerie

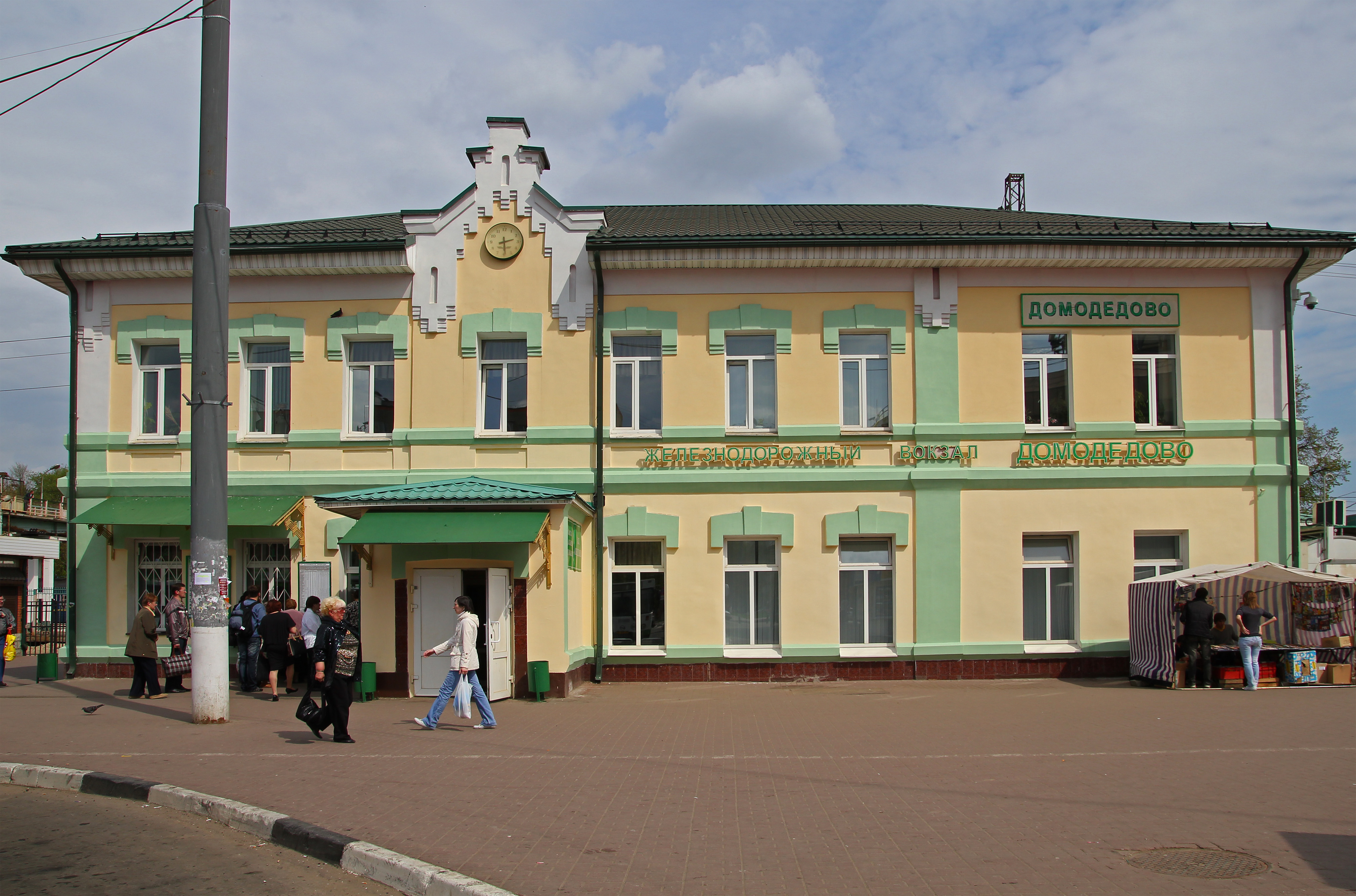
Nádraží v Domodědovu
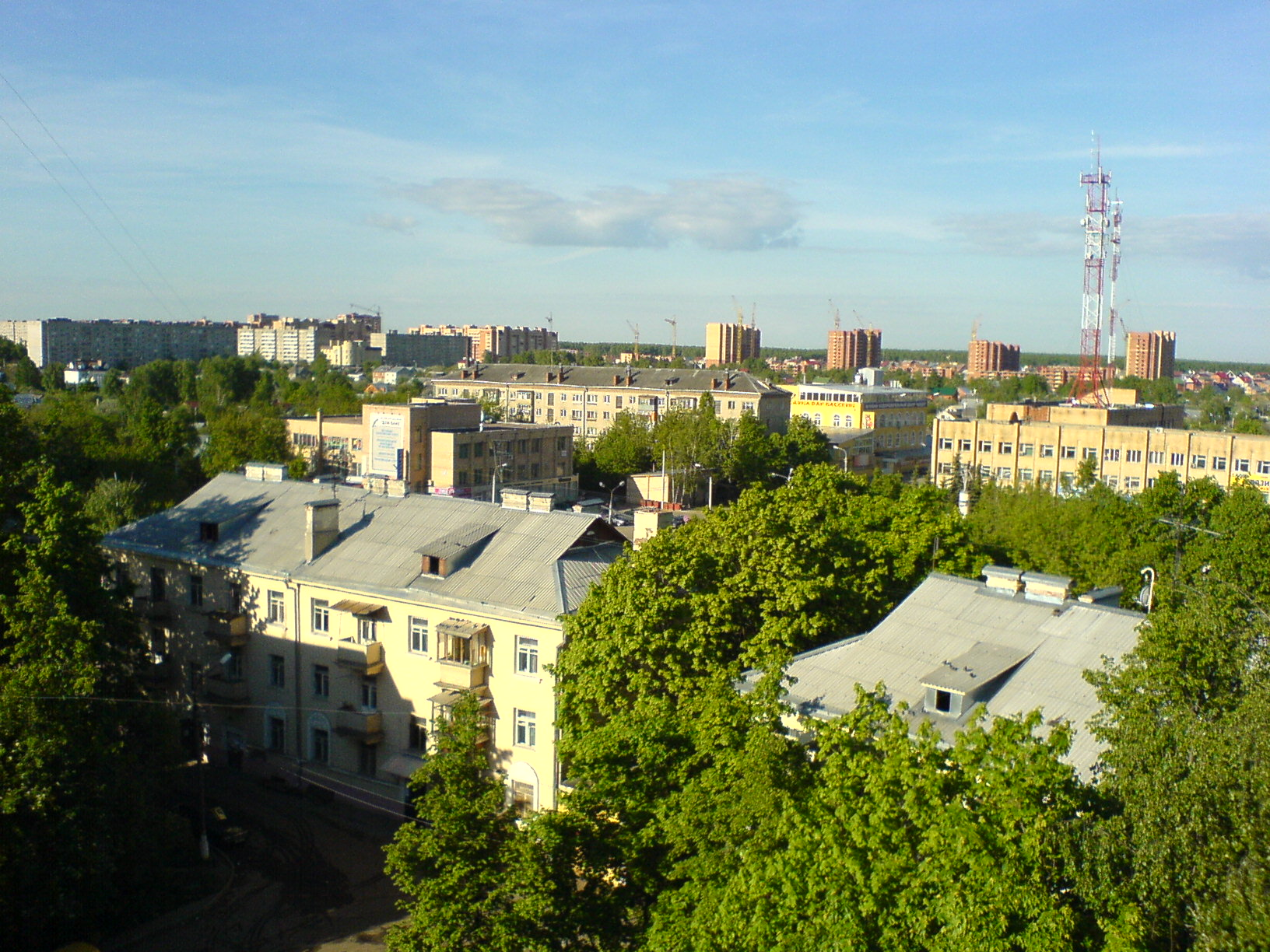
Pohled na město
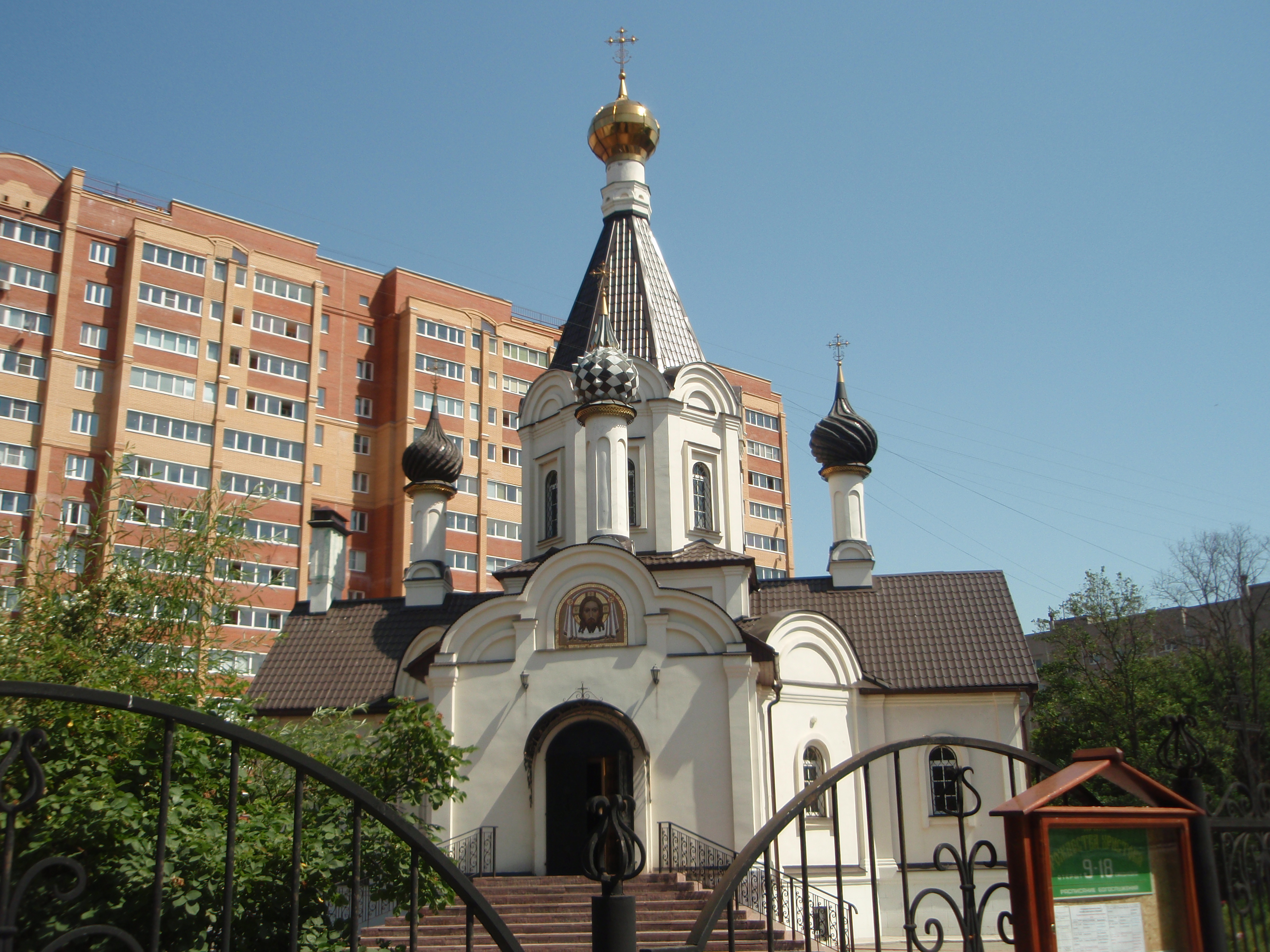
Domodědovo, chrám Kristova narození